# Barbara Bettinelli
Barbara Bettinelli es una deportista italiana que compitió en tiro con arco, en la modalidad de arco compuesto. Ganó una medalla de plata en el Campeonato Europeo de Tiro con Arco al Aire Libre de 1996, en la prueba por equipo.

## Palmarés internacional
| Campeonato Europeo al Aire Libre | Campeonato Europeo al Aire Libre | Campeonato Europeo al Aire Libre | Campeonato Europeo al Aire Libre |
| Año                              | Lugar                            | Medalla                          | Prueba                           |
| -------------------------------- | -------------------------------- | -------------------------------- | -------------------------------- |
| 1996                             | Kranjska Gora (Eslovenia)        | Medalla de plata                 | Equipo                           |